# 茶臼山古墳 (壬生町)
茶臼山古墳（ちゃうすやまこふん）は、栃木県下都賀郡壬生町羽生田にある前方後円墳である。同名の古墳が各地にあるため、羽生田茶臼山古墳と呼ばれることもある。1958年（昭和33年）に国の史跡に指定された。

## 概要
黒川左岸の標高100メートル前後の台地頂部に南面して築かれた。谷を挟んだ東側の台地上には円墳の富士山古墳（県指定史跡）が所在する。
墳丘は2段築成で、墳丘1段目（基壇）の幅が広い「しもつけ型古墳」の特徴を持っている。長さ91メートル・高さ12メートルの墳丘の周りは盾型周堀と周堤で囲まれ、周堤を含めた全長は140メートルに達する。
埋葬施設は未調査であるが、1895年（明治28年）の発掘調査で出土した埴輪や土師器、須恵器が八木奘三郎によって中央の学会に紹介されている。特に家形埴輪は屋根の部分しか残っていなかったが、復元すれば推定180センチメートルに達する特大品である。
築造時期は、出土した埴輪などから6世紀後半に位置付けられている。